# Sepiola atlantica
Sepiola atlantica är en bläckfiskart som beskrevs av D'Orbigny 1839-1842 in Férussac. Sepiola atlantica ingår i släktet Sepiola och familjen Sepiolidae. IUCN kategoriserar arten globalt som otillräckligt studerad. Arten är reproducerande i Sverige. Inga underarter finns listade i Catalogue of Life.